# Obsolete (álbum)
Obsolete (escrito °BSΩLE†e en la portada) es el tercer álbum de estudio de Fear Factory, lanzado el 28 de julio de 1998.

## Información del álbum
Obsolete es considerado como uno de los mejores álbumes de la banda, lo que conllevó a ganar un disco de oro en Australia, brindado por ARIA y, al mismo tiempo, en Estados Unidos por RIAA.
Gary Numan aparece en la versión de la canción 'Cars'.

## Concepto
La temática del álbum es una historia acerca del futuro de la humanidad y de cómo las máquinas toman el control de ella. La inspiración para el contenido de las líricas, es acerca de nuestra realidad, ya que la banda cree, muy ciertamente, que en la actualidad, la humanidad se ha vuelto muy dependiente de la tecnología.
Sin embargo, surge un héroe, llamado Edgecrusher, quien es enviado a destruir todas las máquinas y salvar a la humanidad. La historia de Obsolete se inspiró en libros como Los niños del Brasil, Un mundo feliz y 1984.

## Lista de canciones
Todas las canciones escritas por Fear Factory, excepto "Edgecrusher", con DJ Zodak, y "Timelessness", por Burton C. Bell, Rhys Fulber y Dino Cazares solamente.
1. «Shock» – 4:58
2. «Edgecrusher» – 3:39
3. «Smasher/Devourer» – 5:34
4. «Securitron (Police State 2000)» – 5:47
5. «Descent»  – 4:36
6. «Hi-Tech Hate» – 4:33
7. «Freedom or Fire» – 5:11
8. «Obsolete» – 3:51
9. «Resurrection» – 6:35
10. «Timelessness» – 4:08

### Pistas adicionales
Se lanzó también un digipak el 23 de marzo de 1999 el cual contiene algunas canciones adicionales:
1. «Cars» con Gary Numan (versión de Gary Numan) – 3:40
2. «0-0 (Where Evil Dwells)» (versión de Wiseblood) – 5:16
3. «Soulwound» (Bell/Cazares/Herrera/Wolbers) – 3:53
4. «Messiah» (Bell/Cazares/Herrera/Wolbers) – 3:33
5. «Concreto» (Bell/Cazares/Herrera) – 3:36

## Créditos
- Burton C. Bell - Voz solista
- Dino Cazares - Guitarra, coros, arreglos de cuerda en las pistas 9 y 10, mezcla
- Christian Olde Wolbers - Bajo, coros, contrabajo en la pista 2
- Raymond Herrera - Batería
- Fear Factory - Productor
- Rhys Fulber - Teclados, programación, arreglos de cuerda en las pistas 9 y 10, productor, mezcla
- Gary Numan - Voz hablada en la pista 8 y co-voz solista en la 11
- Greg Reely - Productor, mezcla
- DJ Zodiac - scratcheos en "Edgecrusher"